# Allobates cepedai
Espèce
Synonymes
- Colostethus cepedai Morales, 2002 "2000"

Statut de conservation UICN

 VU  : Vulnérable
Allobates cepedai est une espèce d'amphibiens de la famille des Aromobatidae.

## Répartition
Cette espèce est endémique de Villavicencio dans le département de Meta en Colombie. Elle se rencontre sur le versant amazonien de la cordillère de Orientale.

## Étymologie
Cette espèce est nommée en l'honneur de Jorge Cepeda-Pizarro.

## Publication originale
- Morales, 2002 "2000" : Sistemática y biogeografía del grupo trilineatus (Amphibia, Anura, Dendrobatidae, Colostethus), con descripción de once nuevas especies. Publicaciones de la Asociación de Amigos de Doñana, no 13, p. 1-59.